# Fits Ya Good
«Fits Ya Good» es un sencillo del cantante canadiense Bryan Adams de su segundo álbum de estudio "You Want It, You Got It" de 1982.
Esta canción posee un ritmo similar al sencillo homónimo de su siguiente álbum de 1983 "Cuts Like a Knife".
Es considerada una de las piezas clásicas de Bryan en la década de los años 1980.
Incluso fue tan grande el éxito que Adams se decidió por interpretarla de forma acústica en el disco de 1997 MTV Unplugged.
"Fits Ya Good" también fue interpretada en forma de Cover por Tove Naess.
- Datos: Q5862368